# Dekel Keinan
Dekel Keinan (hebr. דֶקֶל קֵינַן, ur. 15 września 1984 w Kefar Rosz ha-Nikra) – izraelski piłkarz grający na pozycji środkowego obrońcy. Zawodnik Maccabi Hajfa.

## Kariera klubowa
Karierę piłkarską Keinan rozpoczął w klubie Maccabi Hajfa. Następnie w 2002 roku stał się członkiem pierwszego zespołu. W sezonie 2002/2003 zadebiutował w pierwszej lidze izraelskiej. W debiutanckim sezonie rozegrał 7 spotkań. W sezonie 2003/2004 osiągnął swój pierwszy sukces z Maccabi, gdy wywalczył z nim mistrzostwo Izraela. W sezonie 2004/2005 Keinan został wypożyczony do innego pierwszoligowego klubu, Bene Sachnin. Z kolei w następnym sezonie trafił na wypożyczenie do Maccabi Netanja. Latem 2006 wrócił do klubu z Hajfy i stał się jego podstawowym zawodnikiem. W 2008 roku zdobył Toto Cup, a w 2009 roku został mistrzem kraju. Z kolei w 2010 roku wywalczył wicemistrzostwo Ligat ha’Al.
16 sierpnia 2010 roku Keinan podpisał kontrakt z angielskim klubem Blackpool F.C., beniaminkiem Premier League, z którym podpisał czteroletni kontrakt. W rozgrywkach Premier League zadebiutował 21 sierpnia 2010 roku w przegranym 0:6 wyjazdowym spotkaniu z Arsenalem, gdy w 32. minucie meczu zmienił Ludovica Sylvestre’a. W styczniu 2011 roku podpisał kontrakt z walijskim Cardiff City. Z tego klubu był wypożyczany do Crystal Palace i Bristol City. We wrześniu 2012 roku przeszedł do Maccabi Hajfa. 
| Sezon   | Klub            | Kraj   | Rozgrywki      | Mecze | Bramki |
| ------- | --------------- | ------ | -------------- | ----- | ------ |
| 2002/03 | Maccabi Hajfa   | Izrael | Ligat ha’Al    | 7     | 0      |
| 2003/04 | Maccabi Hajfa   | Izrael | Ligat ha’Al    | 13    | 0      |
| 2004/05 | Maccabi Hajfa   | Izrael | Ligat ha’Al    | 1     | 0      |
| 2004/05 | Bene Sachnin    | Izrael | Ligat ha’Al    | 23    | 3      |
| 2005/06 | Maccabi Hajfa   | Izrael | Ligat ha’Al    | 1     | 0      |
| 2005/06 | Maccabi Netanja | Izrael | Ligat ha’Al    | 21    | 2      |
| 2006/07 | Maccabi Hajfa   | Izrael | Ligat ha’Al    | 28    | 0      |
| 2007/08 | Maccabi Hajfa   | Izrael | Ligat ha’Al    | 24    | 2      |
| 2008/09 | Maccabi Hajfa   | Izrael | Ligat ha’Al    | 28    | 3      |
| 2009/10 | Maccabi Hajfa   | Izrael | Ligat ha’Al    | 34    | 1      |
| 2010/11 | Blackpool F.C.  | Anglia | Premier League | 6     | 0      |
| 2010/11 | Cardiff City    | Anglia | Championship   | 18    | 2      |
| 2011/12 | Cardiff City    | Anglia | Championship   | 1     | 0      |
| 2011/12 | Crystal Palace  | Anglia | Championship   | 3     | 0      |
| 2011/12 | Bristol City    | Anglia | Championship   | 1     | 0      |
| 2012/13 | Maccabi Hajfa   | Izrael | Ligat ha’Al    | 30    | 5      |

## Kariera reprezentacyjna
W swojej karierze Keinan występował w młodzieżowych reprezentacjach Izraela: U-19 i U-21. Wystąpił z nią w 2007 roku na Mistrzostwach Europy U-21 w Holandii. W dorosłej reprezentacji zadebiutował 2 czerwca 2007 roku w wygranym 2:1 spotkaniu eliminacji do Euro 2008 z Macedonią. Grał także w eliminacjach do MŚ 2010, a obecnie w eliminacjach Euro 2012.
| Mecze i gole w reprezentacji | Mecze i gole w reprezentacji | Mecze i gole w reprezentacji | Mecze i gole w reprezentacji | Mecze i gole w reprezentacji | Mecze i gole w reprezentacji | Mecze i gole w reprezentacji |
| #                            | Data                         | Stadion                      | Rywal                        | Wynik                        | Gol                          | Rozgrywki                    |
| 2007                         | 2007                         | 2007                         | 2007                         | 2007                         | 2007                         | 2007                         |
| ---------------------------- | ---------------------------- | ---------------------------- | ---------------------------- | ---------------------------- | ---------------------------- | ---------------------------- |
| 1.                           | 02.06.2007                   | Skopje, Macedonia            | Macedonia Północna           | 2:1                          | 0                            | el. Euro 2008                |
| 2.                           | 17.11.2007                   | Ramat Gan, Izrael            | Rosja                        | 2:1                          | 0                            | el. Euro 2008                |
| 3.                           | 21.11.2007                   | Ramat Gan, Izrael            | Macedonia Północna           | 1:0                          | 0                            | el. Euro 2008                |
| 2008                         |                              |                              |                              |                              |                              |                              |
| 4.                           | 20.08.2008                   | Tampere, Finlandia           | Finlandia                    | 0:2                          | 0                            | towarzyski                   |
| 5.                           | 10.09.2008                   | Kiszyniów, Mołdawia          | Mołdawia                     | 2:1                          | 0                            | el. MŚ 2010                  |
| 6.                           | 11.10.2008                   | Luksemburg, Luksemburg       | Luksemburg                   | 3:1                          | 0                            | el. MŚ 2010                  |
| 7.                           | 15.10.2008                   | Ryga, Łotwa                  | Łotwa                        | 1:1                          | 0                            | el. MŚ 2010                  |
| 8.                           | 19.11.2008                   | Ramat Gan, Izrael            | Wybrzeże Kości Słoniowej     | 2:2                          | 0                            | towarzyski                   |
| 2009                         |                              |                              |                              |                              |                              |                              |
| 9.                           | 11.02.2009                   | Ramat Gan, Izrael            | Węgry                        | 1:0                          | 0                            | towarzyski                   |
| 10.                          | 28.03.2009                   | Ramat Gan, Izrael            | Grecja                       | 1:1                          | 0                            | el. MŚ 2010                  |
| 11.                          | 01.04.2009                   | Heraklion, Grecja            | Grecja                       | 1:2                          | 0                            | el. MŚ 2010                  |
| 12.                          | 12.08.2009                   | Belfast, Irlandia Północna   | Irlandia Północna            | 1:1                          | 0                            | towarzyski                   |
| 13.                          | 05.09.2009                   | Ramat Gan, Izrael            | Łotwa                        | 0:1                          | 0                            | el. MŚ 2010                  |
| 2010                         |                              |                              |                              |                              |                              |                              |
| 14.                          | 03.03.2010                   | Timișoara, Rumunia           | Rumunia                      | 2:0                          | 0                            | towarzyski                   |
| 15.                          | 26.05.2010                   | Montevideo, Urugwaj          | Urugwaj                      | 1:4                          | 0                            | towarzyski                   |
| 16.                          | 07.09.2010                   | Tbilisi, Gruzja              | Gruzja                       | 0:0                          | 0                            | el. Euro 2012                |
| 17.                          | 09.10.2010                   | Ramat Gan, Izrael            | Chorwacja                    | 1:2                          | 0                            | el. Euro 2012                |
| 18.                          | 12.10.2010                   | Heraklion, Grecja            | Grecja                       | 1:2                          | 0                            | el. Euro 2012                |
| 2011                         |                              |                              |                              |                              |                              |                              |
| 19.                          | 03.03.2011                   | Tel Awiw, Izrael             | Gruzja                       | 1:0                          | 0                            | el. Euro 2012                |
| 20.                          | 26.05.2011                   | Ryga, Łotwa                  | Łotwa                        | 2:1                          | 0                            | el. Euro 2012                |
| 21.                          | 07.09.2011                   | Lancy, Szwajcaria            | Wybrzeże Kości Słoniowej     | 3:4                          | 0                            | towarzyski                   |
| 2012                         |                              |                              |                              |                              |                              |                              |
| 22.                          | 12.10.2012                   | Luksemburg, Luksemburg       | Luksemburg                   | 6:0                          | 0                            | el. MŚ 2014                  |
| 23.                          | 16.10.2012                   | Ramat Gan, Izrael            | Luksemburg                   | 3:0                          | 0                            | el. MŚ 2014                  |
| 2013                         |                              |                              |                              |                              |                              |                              |
| 24.                          | 06.02.2013                   | Netanja, Izrael              | Finlandia                    | 2:1                          | 0                            | towarzyski                   |
| 25.                          | 14.08.2013                   | Kijów, Ukraina               | Ukraina                      | 0:2                          | 0                            | towarzyski                   |
| 26.                          | 10.09.2013                   | Petersburg, Rosja            | Rosja                        | 1:3                          | 0                            | el. MŚ 2014                  |
| 27.                          | 15.10.2013                   | Ramat Gan, Izrael            | Irlandia Północna            | 1:1                          | 0                            | el. MŚ 2014                  |